# Omox
Omox es un género de peces de la familia de los blénidos en el orden de los Perciformes.

## Especies
Existen las siguientes especies en este género:
- Omox biporos (Springer, 1972)
- Omox lupus (Springer, 1981)